# Märkisches Museum
Il Märkisches Museum (letteralmente: "Museo della Marca" – intendendosi la Marca di Brandeburgo) è un museo della città tedesca di Berlino, dedicato alla storia della città.
L'edificio, costruito dal 1901 al 1907 su progetto di Ludwig Hoffmann, è posto sotto tutela monumentale (Denkmalschutz).